# Bakos Gábor (ügyvéd)
Bakos Gábor (Ráckeve, 1847. február 19. – Csákvár, 1905. június 4.) ügyvéd, vasútépítési vállalkozó, magánzó Budapesten.

## Élete
Bakos Gábor hídbérlő és Soós Zsuzsanna fiaként született, 1847. február 20-án keresztelték. A budapesti református főiskolában végezte középiskolai tanulmányait; a jogot ugyanott az egyetemen hallgatta és ügyvéd lett. Később az irodalomnak szentelte az életét. 1871-ben jegyzőként vett részt az első magyar rendőri kongresszuson. Az 1880-as évektől vasúti vállalkozóként tevékenykedett. Halálát tüdővész okozta. Felesége Detyer Lujza volt.
Kisebb dolgozatai az Egyetértésben (1886. 276.), Magyar Salonban (1866.) jelentek meg. Szerkesztette a Közigazgatást 1872. január 1-től 1873. február 15-ig és a Budapest című politikai napilapot 1874. július 1-től.

## Munkái
- Vélemény a közösügyek közös kezelése tárgyában. Pest, 1865.
- Az első magyar rendőri congressus okmányai. Pest, 1871.
- Az első magyar országos rendőri zsebnaptár. Pest, 1872.
- A közigazgatás jogtudománya. I. kötet. Előismeretek. 1. rész. Általános bevezetés. Budapest, 1878. (Ism. Jogtudományi Közlöny.)
- A magyar jogi műnyelv kérdéséhez. Budapest, 1880. (Értekezések a társadalmi tudományok köréből VI. 7.)
- A jogi műnyelv alapelvei és törvényei. Budapest, 1883.
- A falu rózsája. Népszínmű, bemutató: Székesfehérvár, 1889. február 14.[5]